# Edwin Bélanger
Edwin Bélanger (* 18. November 1910 in Montmagny/Québec; † 14. Januar 2005 in Québec) war ein kanadischer Geiger, Bratschist und Dirigent.

## Leben
Bélanger hatte den ersten Violinunterricht im Kolleg der Frères du Sacré-Coeur in seiner Heimatstadt Montmagny. Er setzte die Ausbildung am Séminaire de Québec bei Joseph-Alexandre Gilbert fort und studierte außerdem Harmonielehre bei seinem späteren Schwiegervater Omer Létourneau. Von 1928 bis 1931 war er Mitglied der Société symphonique de Québec. Als Gewinner eines Prix d'Europe besuchte er 1933–34 Kurse von Carl Flesch in Paris und studierte dann in London Dirigieren bei Ernest Read.
Nach seiner Rückkehr nach Kanada gründete Bélanger 1935 den Cercle philharmonique de Québec, den er bis zur Vereinigung mit der Cercle philharmonique de Québec 1942 dirigierte. Das aus der Vereinigung hervorgegangene Orchestre Symphonique de Québec dirigierte er bis 1951 als künstlerischer Leiter und danach noch häufig als Gastdirigent. Daneben leitete er von 1937 bis 1961 als Nachfolger von Charles O’Neill die Royal 22nd Regiment Band, für die er viele Arrangements schuf und mit der er durch die USA, Europa und Nahost tourte.
Im Orchestre Symphonique de Québec spielte er von 1966 bis 1975 Violine am Ersten Pult der Zweiten Violinen und dann bis 1977 Erste Viola und war darauf bis 1984 Mitglied der Zweiten Violinen. Von 1973 bis 1982 war er außerdem künstlerischer Leiter der Concerts Couperin. Am Conservatoire de musique du Québec leitete er von 1973 bis 1985 Viola- und Orchesterklassen. Zwischen 1947 und 1974 war er mehrmals Präsident der Académie de musique du Québec. Belangers Sohn Marc Bélanger schlug gleich ihm eine Laufbahn als Geiger und Bratschist ein, sein Sohn Guy Bélanger wurde Sänger und Dirigent.